# Apple Martini
L'Apple Martini, anche noto come Appletini, è un cocktail a base di vodka preparato con uno o più succhi di mela, sidri di mela, liquori alla mela o brandy alla mela. Dal 2004 al 2011 è stato un cocktail ufficiale IBA.

## Storia
Il cocktail è stato inventato nel 1996 all'interno del locale Lola's di West Hollywood, in California. Il nome originale era "Adam's Apple Martini", dal momento che il barista che ha inventato il cocktail si chiamava Adam.

## Composizione

### Ingredienti
La ricetta ufficiale IBA del 2004 prevedeva i seguenti ingredienti:
- 4 cl di vodka
- 1,5 cl di Apple Schnapps (liquore alla mela)
- 1,5 cl di Cointreau

### Preparazione
Raffreddare una coppa Martini con del ghiaccio, dopodiché versare tutti gli ingredienti in un mixing-glass con ghiaccio e mescolare energicamente. Rimuovere il ghiaccio dal bicchiere e versare il cocktail utilizzando uno strainer. Guarnire infine con una fetta di mela.